# Pauline Auzou

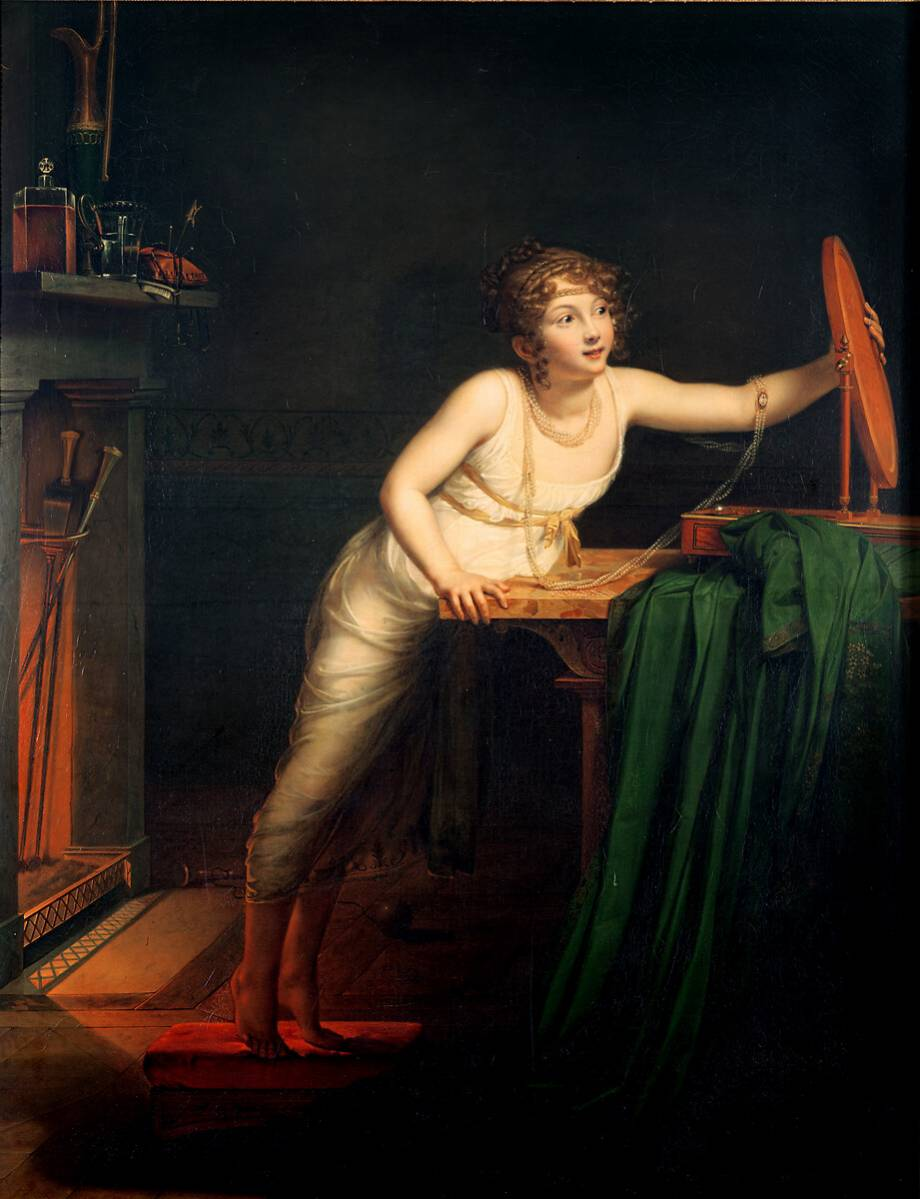
Pauline Auzou, El primer sentiment de coqueteria, 1804

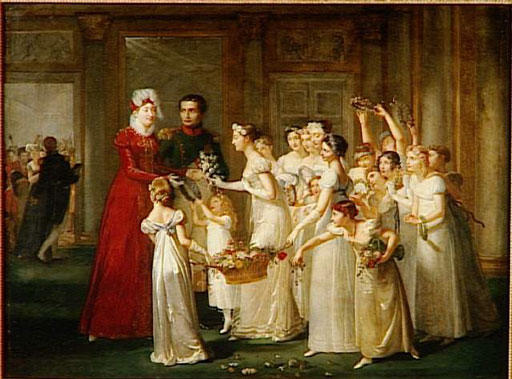
Arribada de l'Arxiduquesa Marie-Louise en Compiègne (amb el seu nou marit Napoleó)

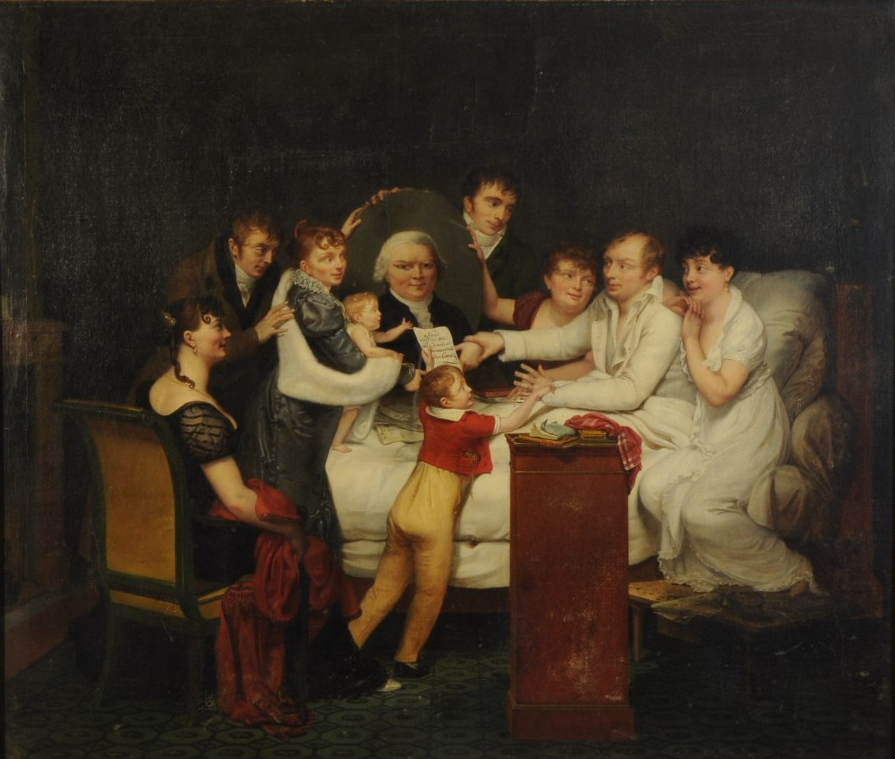
Pauline Auzou, Louis-Benoît Picard i la seva família, exhibit al Saló de París de 1808. Dintre d'aquesta pintura es troba un retrat de M. Picard, ancià, pel qual va guanyar una medalla al Saló de París de 1806.

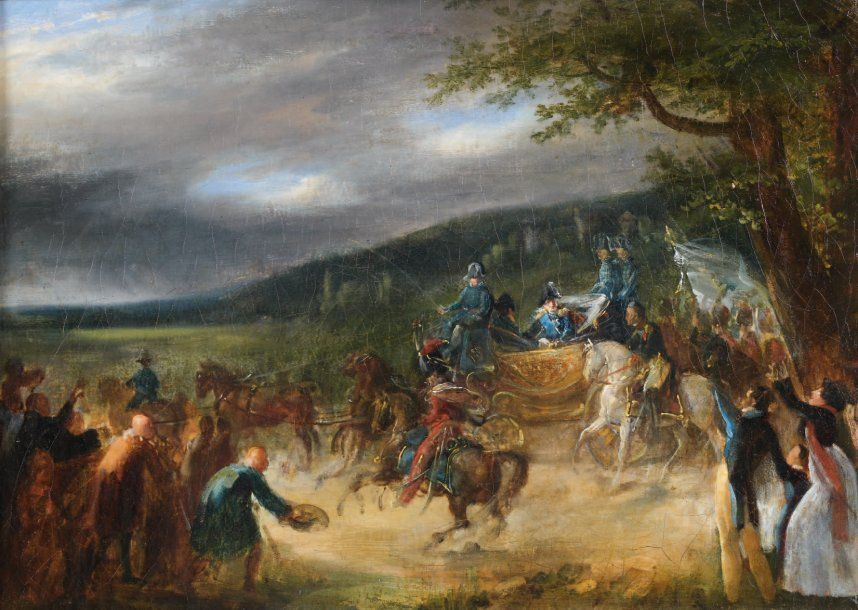
Pauline Auzou, El Retorn de Charles Xé

Pauline Auzou, amb el nom de naixement Jeanne-Marie-Catherine Desmarquets, (24 de març de 1775 - 15 de maig de 1835) va ser una pintora francesa i professora d'art, que va exhibir obra al Saló de París. Se li encarregaren les pintures de Napoleó i de la seva esposa, Maria Lluïsa d'Àustria.

## Vida personal
Jeanne-Marie-Catherine Desmarquets (algun cop escrit Desmarquest) va néixer a París el 24 de març de 1775. Va assumir el cognom La Chapelle quan va ser adoptada per un cosí. El desembre de 1793 es va casar amb el paperer Charles-Marie Auzou. A partir de 1794 van tenir com a mínim dos fills, dues filles i un nen que no va sobreviure a la infància.
Va morir a París el 15 de maig de 1835.

## Carrera
Al segle xviii les dones tenien generalment impedit l'accés a l'educació dins de les acadèmies d'art a França, particularment si no tenien diners i influències. Auzou va assistir al taller de Jean-Baptiste Regnault el 1802 juntament amb Sophie Guillemard, Eugenie Delaporte, Caroline Derigny i Henriette Lorimier. Va ser influïda per una altra dona artista, Marguerite Gérard, i per Jean-Auguste-Dominique Ingres.
Ben aviat, durant els seus estudis i carrera, Auzou va fer pintures de figures llegendàries de la Grècia clàssica. Va pintar homes i dones nues, cosa que era considerada una activitat inadequada per a les dones en aquell temps. Va tenir més èxit pintant dones en ambients domèstics, fent música o llegint.
Va ser una artista amb èxit, primer en estil neoclàssic, en el qual va fer pintures històriques, de gènere i retrats, incloent-hi retrats de Napoleó. Va rebre entre 2,000 a 4,000 francs com a pagament, per la creació essencialment de pintures d'esdeveniments encarregades pels governs contemporanis. L'estil trobadoresc era un estil per a artistes masculins, però hi havia diverses dones artistes, com Eugénie Servières, Hortense Haudebourt-Lescot, i Sophie Lemire, que van afegir un toc femení a la marquesa de Caroline, Duchesse de Berry, l'Emperadriu Josephine i altres.
El Saló de París va obrir una exposició amb les obres de dones el 1791. Les seves obres van ser-hi exhibides. El 1793, Un Bacchante i Un estudi d'un cap. Va fer una pintura del tema llegendari Daphnis i Phyllis, el qual va ser presentat al Saló de 1795. El 1804 hi va ser exposat El primer sentiment de coqueteria. Li atorgaren una medalla de primera classe al saló de 1806 per M. Picard ancià, el qual el 1807 va tornar a ser representat en la pintura M. Picard i la seva família. El 1808 li va ser atorgada la medalla de primera classe pels seus treballs. Aquell any va exhibir M. Picard i la seva família al Saló.
Al Saló de 1810 va presentar la pintura Arxiduquesa Marie-Louise en Compiègne, que presenta Napoleó i la seva nova esposa. Va fer altres pintures de la parella i de la seva família. Com altres dones pintores, reflectí esdeveniments de la vida familiar, com Sortida pel Duel. Va exhibir al Saló de Paris des de 1817 i generalment fins al 1820.
Auzou va obrir una escola d'art per a dones joves. L'estudi i l'escola van ser mantinguts 20 anys. El seu llibre Têtes d'études va ser publicat a París per Didot.
El seu Retrat d'un músic és en la col·lecció del Museu d'Art Currier, de Manchester, New Hampshire, Estats Units. Dos dels seus treballs sobre l'Emperadriu Marie-Louise són a les col·leccions del Museu Nacional de Versalles, al Palau de Versalles, incloent Sa Majestat l'Emperadriu, abans del matrimoni, en el moment d'acomiadar-se de la seva família. Les seves obres van ser recollides per la Societat d'Amics de les Arts, Duchess de Berri i el govern francès. Molts d'aquests treballs eren gravats, així com pintures de gènere del període, com els gravats fets per John Norman, Diana de França i Montmorency.

## Llegat
Com Constance Mayer, Marguerite Gérard, Antoinette Haudebourt-Lescot i Marie-Denise Villers, Auzou va ser una de les artistes que pintà i assolí èxit com a pintora, en els anys posteriors a la Revolució Francesa:
| «                                                  | Malgrat la manifesta exclusió de les dones artistes de les institucions que governaven la professió, les dones artistes varen progressar, com a grup i com a individus, en els anys que seguiren a la Revolució Francesa. | » |
| — Louise Nochlin, Women Artists: 1550-1950 catalog | |   |

## Obres
- Un Bacchante, es va exhibir a 1793 Paris Salon
- Un estudi d'un cap, va exhibir a 1793 Paris Salon
- Agnes de Meranie, 1808
- Arribada d'Arxiduquesa Marie-Louise en Compiègne (amb el seu nou marit, Napoleon), 1810
- Daphnis I Phyllis, va exhibir al 1795 salon
- Sortida pel Duel, va exhibir dins 1806
- Diana de França i Montgomery, 1814
- Sa Majestat l'Emperadriu, abans del seu Matrimoni, al Moment d'Agafar Deixa de La seva Família, Versailles Galeria, 1812
- Louis-Benoît Picard i la seva família, 1807
- Arxiduquesa Marie-Louise en Compiègne, va exhibir al 1810 salon
- Monsieur Picard, ancià, 1806, va guanyar una medalla d'honor dins 1806 i primer premi a la 1808 Paris Salon
- Retrat d'una noia, longitud de bust, est. 1790s, Snite Museu d'Art, Universitat de Notre Dame
- Retrat d'un músic, oli damunt tela, 1809
- Retrats de Volney, 1795
- Regnault, 1800
- El Primer Sentit de Coquetry, va exhibir al 1804 salon
- El Retorn de Charles X[25]